# West Windsor (Vermont)
West Windsor ist eine Town im Windsor County des Bundesstaates Vermont in den Vereinigten Staaten mit 1344 Einwohnern (laut Volkszählung von 2020).

## Geografie

### Geografische Lage
West Windsor liegt in den östlichen Ausläufern der Green Mountains über dem Tal des Connecticut River. Der rund 1000 Meter hohe Mount Ascutney ist die höchste Erhebung der Umgebung. Eine große Zahl kleiner Wasserläufe durchzieht das Gebiet, das überwiegend für Milch- und Schafviehhaltung genutzt wird. Die Hauptsiedlung, Brownsville (bis 1848 West Windsor, aber bei der Bildung der Town West Windsor umbenannt) ist die Hauptsiedlung des Areals, ein politisch und verwaltungstechnisch von der Town abhängiges village.

### Nachbargemeinden
Alle Entfernungen sind als Luftlinien zwischen den offiziellen Koordinaten der Orte aus der Volkszählung 2010 angegeben.
- Norden: Hartland, 8,0 km
- Osten: Windsor, 9,1 km
- Süden: Weathersfield, 3,9 km
- Südwesten: Cavendish, 11,1 km
- Westen: Reading, 10,9 km
- Nordwesten: Woodstock, 6,5 km

### Klima
Die Schneefälle zwischen Oktober und Mai (mit einem Spitzenwert von etwa 45 cm im Januar) liegen mit rund zwei Metern etwa doppelt so hoch wie die mittlere Schneehöhe in den USA. Die tägliche Sonnenscheindauer liegt am unteren Rand des Wertespektrums der USA.

## Geschichte
Die Town ging am 26. Oktober 1848 aus der Teilung der ursprünglichen Windsor Town hervor. Dabei wurde der ländlich geprägte, in den Bergen gelegene Teil als West Windsor vom östlichen, urbaner geprägten Teil am Flussufer und den großen Verkehrswegen abgetrennt. Ursache war ein langanhaltender Zwist um die Kosten für Wege und Armenfürsorge. Eine solche Teilung hatte bereits zuvor stattgefunden: am 4. November 1814 hatte der Kongress Vermonts bereits die Trennung der beiden Towns beschlossen; sie wurde aber nach der Beilegung der zugrundeliegenden Streitigkeiten am 1. März 1816 rückgängig gemacht.
Seit der Mitte der 1960er Jahre wurde der Mount Ascutney schrittweise mit Loipen, Skiliften und einem Hotel zu einem Touristenzentrum ausgebaut. Seit einigen Jahren werden im November auch Cyclocross-Rennen ausgetragen.
Im September 2011 traf der Wirbelsturm Irene die Gemeinde und verursachte schwere Niederschläge. Der kleine Fluss Mill Brook trat dadurch über die Ufer und hob eine der letzten Covered Bridges Vermonts, die Bowers Bridge, von ihren Fundamenten und trug sie mit sich. Die historische Brücke trug dabei so schwere Schäden davon, dass sie durch eine Neukonstruktion ersetzt werden musste. Sie ist der Erscheinungsweise der ursprünglichen Brücke angepasst. Schon zuvor war ein Modell der etwa 15 Meter langen Brücke nach ihrer Zerstörung der Stadtverwaltung geschenkt worden.

### Einwohnerentwicklung
| Volkszählungsergebnisse – Town of West Windsor, Vermont | Volkszählungsergebnisse – Town of West Windsor, Vermont | Volkszählungsergebnisse – Town of West Windsor, Vermont | Volkszählungsergebnisse – Town of West Windsor, Vermont | Volkszählungsergebnisse – Town of West Windsor, Vermont | Volkszählungsergebnisse – Town of West Windsor, Vermont | Volkszählungsergebnisse – Town of West Windsor, Vermont | Volkszählungsergebnisse – Town of West Windsor, Vermont | Volkszählungsergebnisse – Town of West Windsor, Vermont | Volkszählungsergebnisse – Town of West Windsor, Vermont | Volkszählungsergebnisse – Town of West Windsor, Vermont |
| Jahr                                                    | 1800                                                    | 1810                                                    | 1820                                                    | 1830                                                    | 1840                                                    | 1850                                                    | 1860                                                    | 1870                                                    | 1880                                                    | 1890                                                    |
| ------------------------------------------------------- | ------------------------------------------------------- | ------------------------------------------------------- | ------------------------------------------------------- | ------------------------------------------------------- | ------------------------------------------------------- | ------------------------------------------------------- | ------------------------------------------------------- | ------------------------------------------------------- | ------------------------------------------------------- | ------------------------------------------------------- |
| Einwohner                                               |                                                         |                                                         |                                                         |                                                         |                                                         | 1002                                                    | 924                                                     | 708                                                     | 690                                                     | 570                                                     |
| Jahr                                                    | 1900                                                    | 1910                                                    | 1920                                                    | 1930                                                    | 1940                                                    | 1950                                                    | 1960                                                    | 1970                                                    | 1980                                                    | 1990                                                    |
| Einwohner                                               | 513                                                     | 569                                                     | 514                                                     | 512                                                     | 494                                                     | 504                                                     | 539                                                     | 571                                                     | 763                                                     | 923                                                     |
| Jahr                                                    | 2000                                                    | 2010                                                    | 2020                                                    | 2030                                                    | 2040                                                    | 2050                                                    | 2060                                                    | 2070                                                    | 2080                                                    | 2090                                                    |
| Einwohner                                               | 1067                                                    | 1099                                                    | 1344                                                    |                                                         |                                                         |                                                         |                                                         |                                                         |                                                         |                                                         |

## Wirtschaft und Infrastruktur

### Verkehr
Die Gemeinde verfügt über keine direkte Anbindung an Fernstraßen; eine Landstraße führt aber in das Tal des Connecticut River mit Anschlüssen an den Interstate 91 und die U.S. Route 5.

### Öffentliche Einrichtungen
In West Windsor sind neben der üblichen städtischen Verwaltung keine weiteren öffentlichen Einrichtungen vorhanden. Die nächstgelegenen Kirchen und eine Klinik finden sich im benachbarten Windsor.

### Bildung
West Windsor gehört mit Hartland, Windsor und Weathersfield zur Windsor Southeast Supervisory Union.
In Brownsville wird eine Grundschule betrieben.